# Ignacy Niemczycki
Ignacy Krzysztof Niemczycki (ur. 14 grudnia 1983 w Warszawie) – polski urzędnik państwowy i rolnik, działacz organizacji pozarządowych, podsekretarz stanu w Ministerstwie Rozwoju i Technologii (2024), sekretarz stanu w Kancelarii Prezesa Rady Ministrów (2024–2025), sekretarz stanu w Ministerstwie Spraw Zagranicznych (2025).

## Życiorys
Syn Katarzyny i Piotra Niemczyckiego. Ukończył studia licencjackie z zarządzania przedsiębiorstwem na Uniwersytecie Bocconiego w Mediolanie (2005) oraz magisterskie z politologii na Lancaster University (2007) i socjologii w Szkole Wyższej Psychologii Społecznej (2010). Kształcił się podyplomowo w zakresie rolnictwa w Szkole Głównej Gospodarstwa Wiejskiego (2016) i rolnictwa ekologicznego na Uniwersytecie Warmińsko-Mazurskim (2017), był stypendystą Landecker Democracy Fellowship i Departamentu Stanu USA.
W latach 2008–2012 zatrudniony w Urzędzie Komitetu Integracji Europejskiej, Kancelarii Prezesa Rady Ministrów oraz Stałym Przedstawicielstwie RP przy Unii Europejskiej. Zajmował się tematyką polskiej prezydencji w Radzie Unii Europejskiej oraz negocjacjami funduszy unijnych. W kolejnych latach zatrudniony jako starszy analityk ds. europejskich w redakcji „Polityki Insight” i jako p.o. dyrektora działu PR w polskim oddziale Ikei. W 2018 zajął się prowadzeniem ekologicznego gospodarstwa rolnego w Jorze Wielkiej.
Zaangażowany w działalność organizacji pozarządowych. W latach 2006–2009 był koordynatorem Inicjatywy Wolna Białoruś. W 2017 został założycielem i koordynatorem koalicji organizacji społecznych Front Europejski. W 2020 objął stanowisko prezesa Fundacji Centrum im. prof. Bronisława Geremka oraz wiceprezesa fundacji Akcja Demokracja. Wstąpił do Polski 2050. Bez powodzenia kandydował do Sejmu w wyborach w 2023. 17 stycznia 2024 został powołany na stanowisko podsekretarza stanu w Ministerstwie Rozwoju i Technologii. W październiku 2024 objął stanowisko sekretarza stanu w Kancelarii Premiera odpowiedzialnego za nadzór nad Departamentem Ekonomicznym Unii Europejskiej oraz Departamentem Prawa Unii Europejskiej. W sierpniu 2025, w związku z przeniesieniem tych departamentów do Ministerstwa Spraw Zagranicznych, Niemczycki objął stanowisko sekretarza stanu w MSZ.

## Życie prywatne
Żonaty z Katarzyną, ma dziecko.